# Shocker (Marvel Comics)

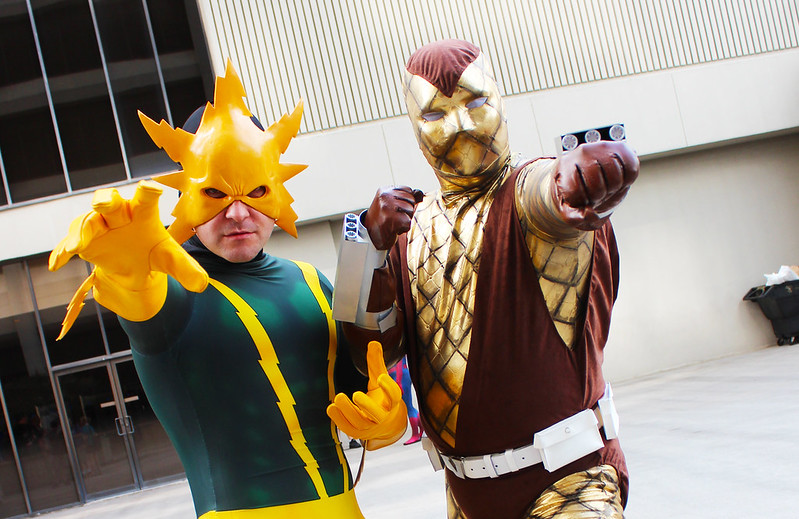
Cosplay de Electro e Shocker

Shocker é um super-vilão da série Homem-Aranha, protagonizada pelo personagem homônimo de maior sucesso da Marvel Comics, criado por Stan Lee e John Romita. Sua primeira aventura ocorreu na revista The Amazing Spider-Man (vol. 1) #46 (março de 1967).
Seu nome verdadeiro é Herman Schultz e, em sua primeira batalha com o Homem-Aranha, quase o derrotou, pois o herói estava com o braço machucado.

## Sexteto Sinistro
Shocker também integrou uma equipe de inimigos do Homem-Aranha chamada Sexteto Sinistro, anteriormente traduzida no Brasil como Seis Sinistros.

## Em outras mídias

### Desenhos animados
- Spider-Man: The Animated Series (1994)
- The Spectacular Spider-Man (2008)

### Filmes
- Spider-Man: Homecoming (2017), interpretado por Bokeem Woodbine
- Spider-Man: Into the Spider-Verse (2018)
- Spider-Man: Across the Spider-Verse (2023)